# Cereus comarapanus
Cereus comarapanus Cárdenas es una especie de plantas en la familia de las Cactaceae. Actualmente es sinónimo de Cereus forbesii.

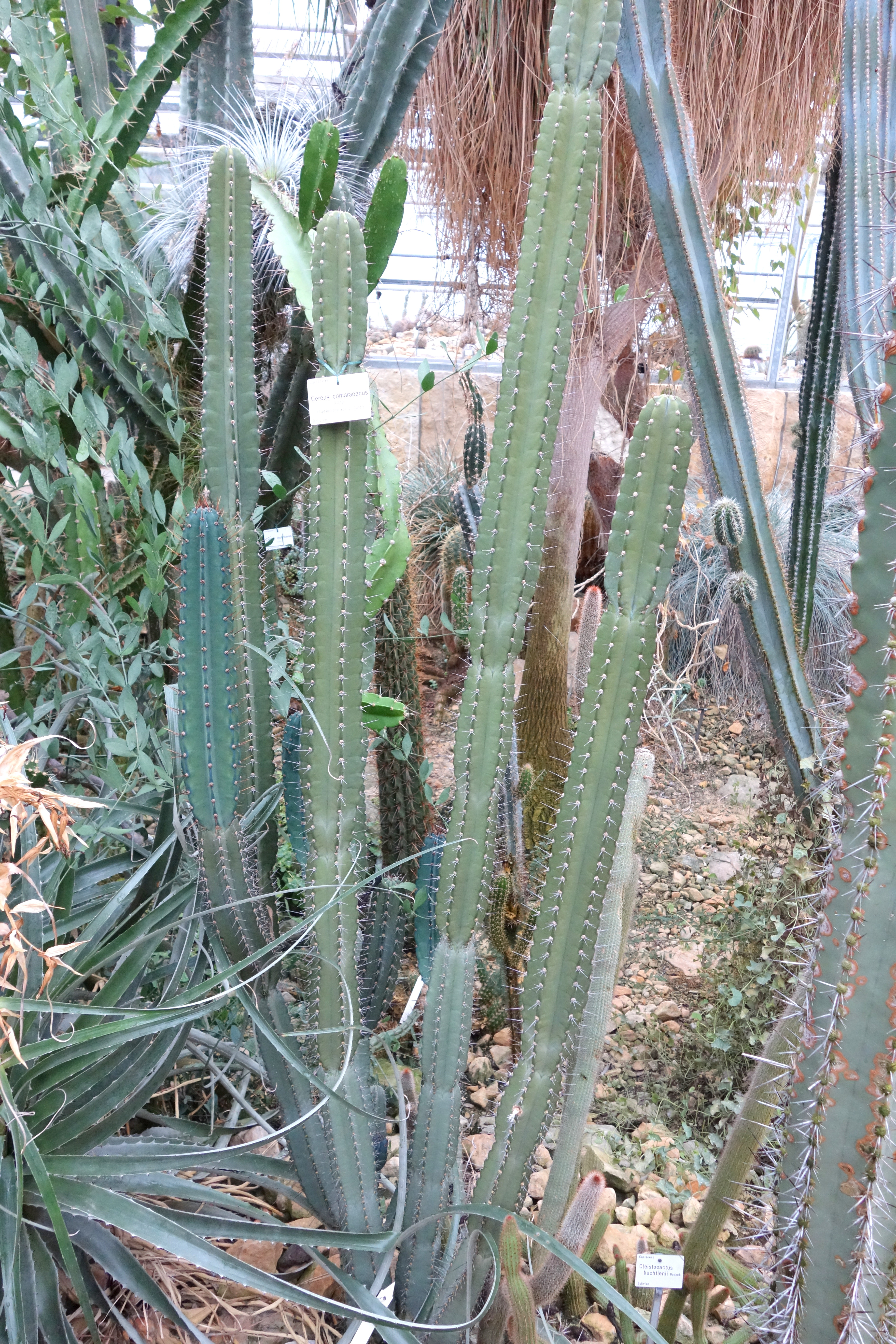
Vista de la planta

## Hábitat
Es endémica de Bolivia en el Departamento de Santa Cruz y rara en la vida silvestre.

## Descripción
Es un cactus arbolado que alcanza hasta 4 m de longitud con el tronco de 1,5 m y 6 costillas, con 3 a 4 espinas de 0,5 a 2 cm de largo. Tiene las flores de color blanco de 13 cm y fruta de color púrpura de 9 cm de larga

## Taxonomía
Cereus comarapanus fue descrita por Cárdenas y publicado en Succulenta (Netherlands) 1956: 5. 1956.
Etimología
Cereus: nombre genérico que deriva del término latíno cereus = "cirio o vela" que alude a su forma alargada, perfectamente recta".
comarapanus: epíteto geográfico que alude a su localización en Comarapa.
Sinonimia
- Piptanthocereus comarapanus[4][5][6]